# Kyllinga gracillima
Kyllinga gracillima är en halvgräsart som beskrevs av Friedrich Anton Wilhelm Miquel. Kyllinga gracillima ingår i släktet Kyllinga och familjen halvgräs. Inga underarter finns listade i Catalogue of Life.

## Bildgalleri

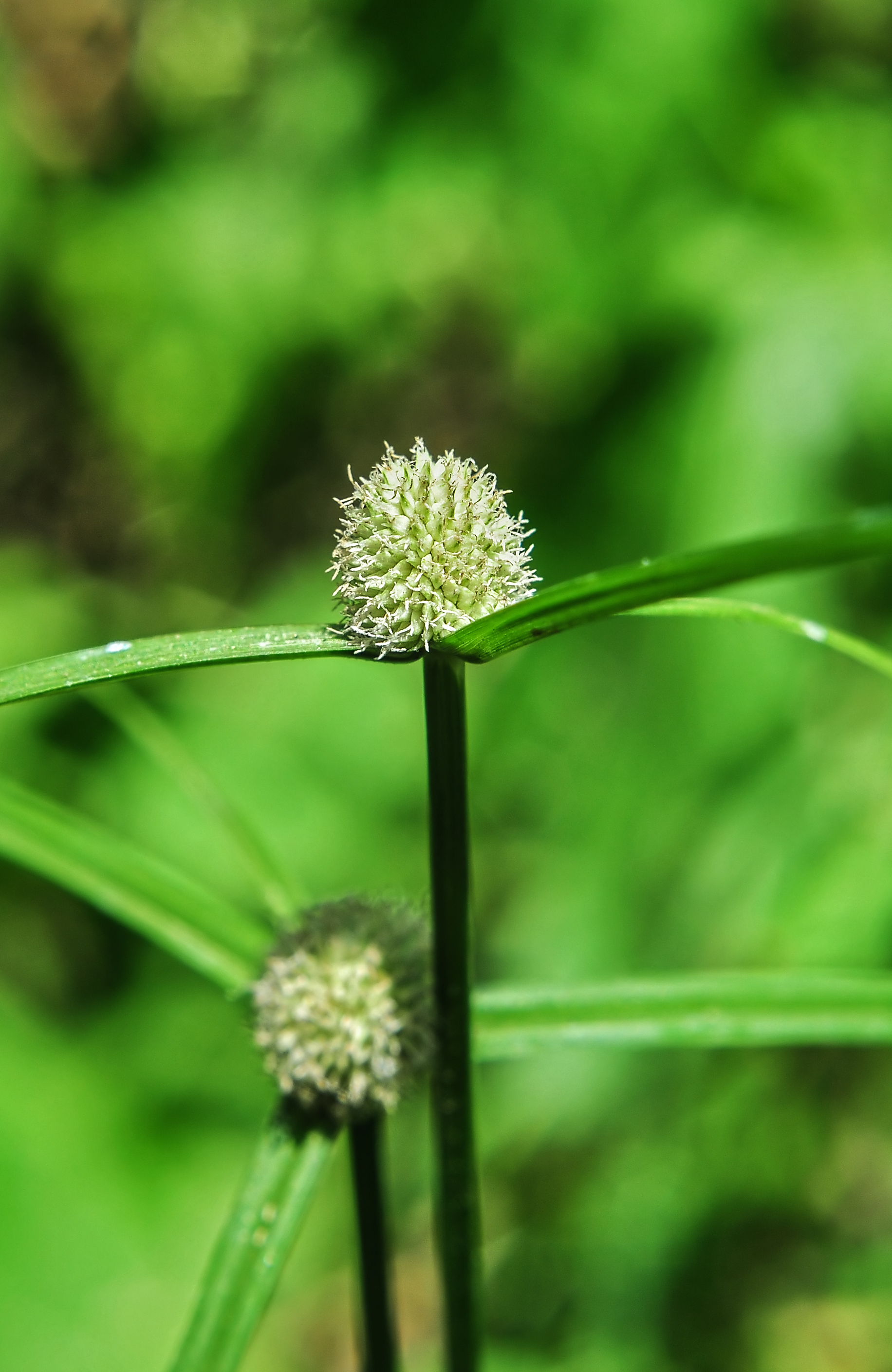
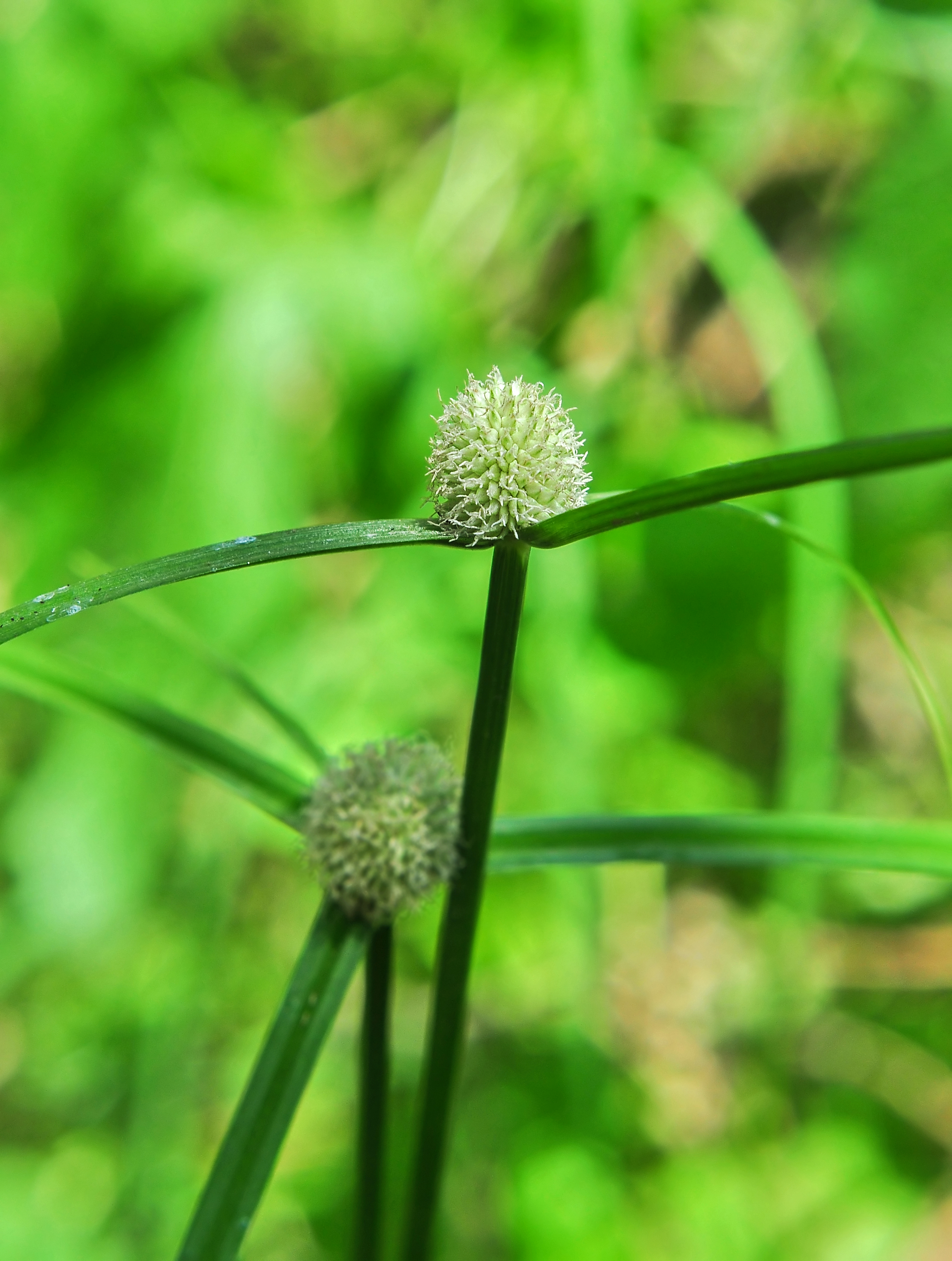
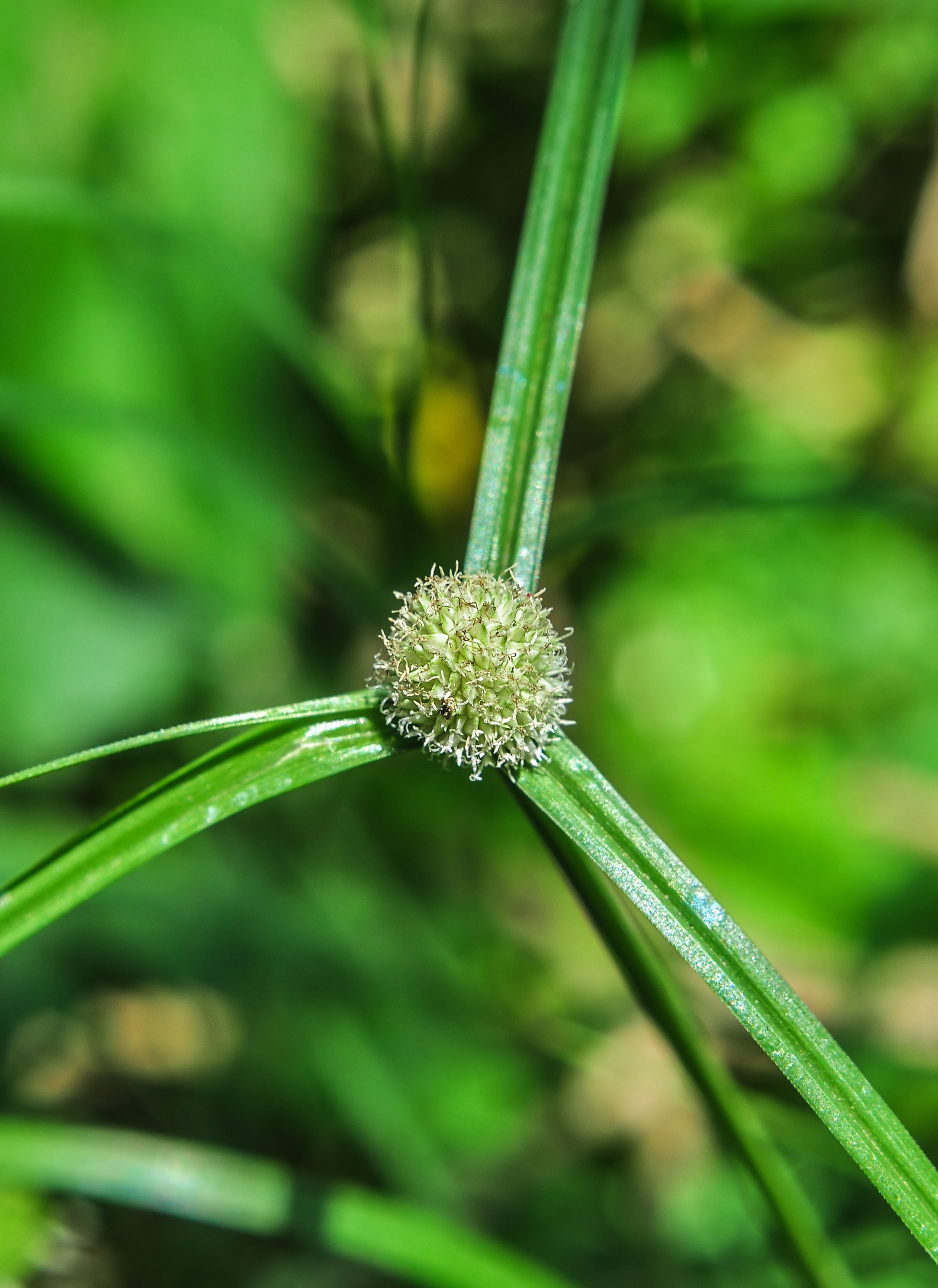